# عرق قوقازي

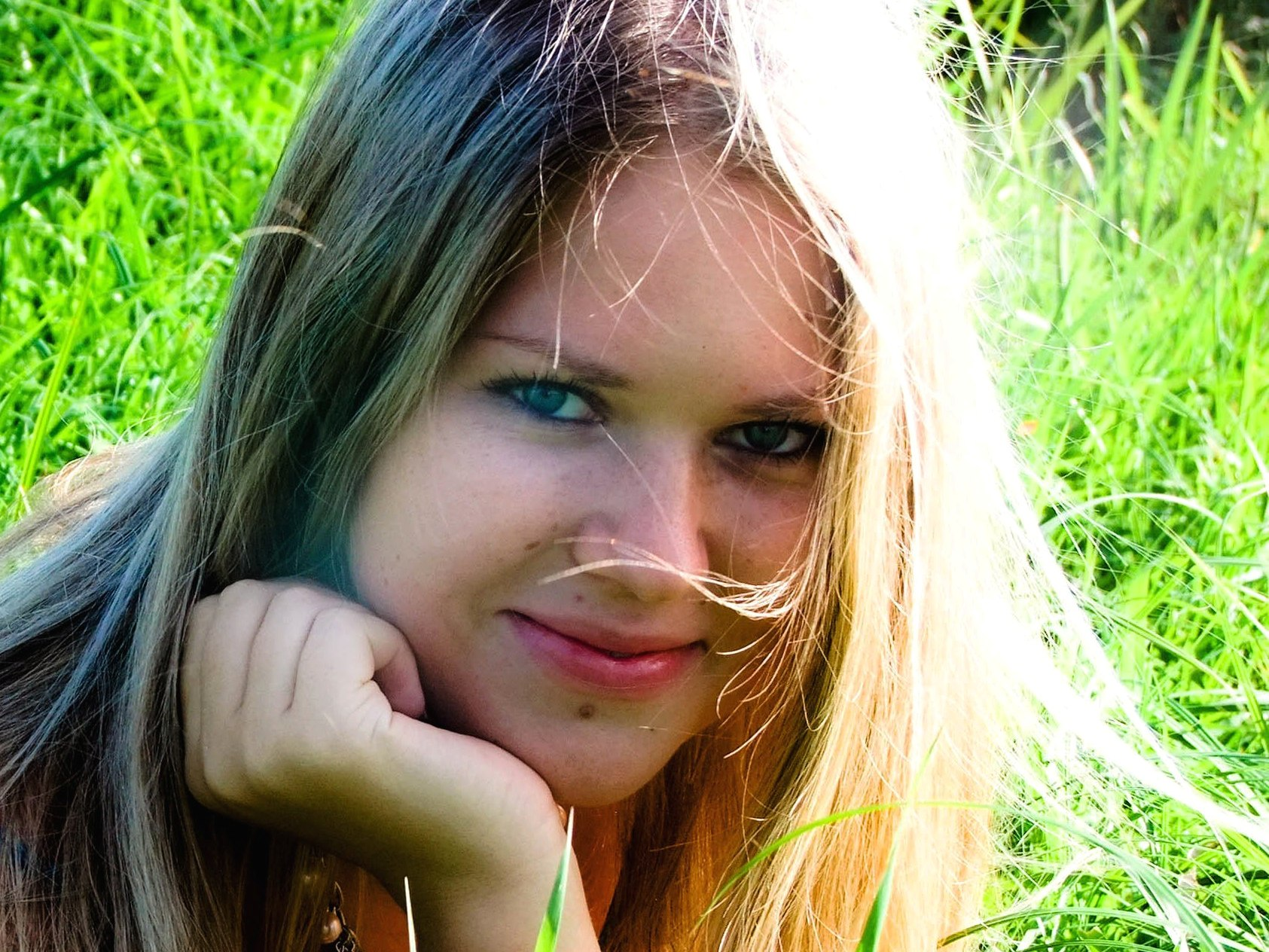
فتاة من بيلاروسيا - العرق القوقازي

العرق القوقازي (القوقازيون أو الشعوب الأوروبية)، هو مجموعة من البشر الذين يُعتبرون أصنوفةً حيوية من الناحية التاريخية. يضم العرق القوقازي (بحسب التصنيفات العرقية التاريخية) المجموعات السكانية القديمة والحديثة لكل من أوروبا وغرب آسيا وآسيا الوسطى وجنوب آسيا وشمال أفريقيا والقرن الأفريقي.
طرح بعض أعضاء مدرسة غوتينغن للتاريخ هذه المصطلح للمرة الأولى في ثمانينات القرن الثامن عشر، إذ يشير المصطلح إلى أحد الأعراق الثلاثة المُفترضة للجنس البشري (القوقازيون، المغوليون، النغريون). اسُتخدم مصطلح القوقازيون في مجال الأنثروبولوجيا الحيوية للإشارة إلى مجموعات متشابهة من الناحية الظاهرية ومنتمية إلى مجموعة مختلفة من المناطق، مع تركيز الاهتمام على التشريح الهيكلي مثل البنية القحفية على وجه الخصوص، وبغض النظر عن لون البشرة. لم تكن المجموعات السكانية «القوقازية» القديمة والحديثة منتمية إلى «العرق الأبيض» على وجه الحصر، بل تراوح لون البشرة من الأبيض إلى البني الداكن.
تخلى علماء الأنثروبولوجيا الفيزيائية عن الفهم النموذجي للتنوع الحيوي البشري منذ حلول النصف الثاني من القرن العشرين، إذ صبّوا اهتمامهم على المنظور الجينومي والمنظور القائم على المجموعات السكانية، وبدأوا بإدراك مفهوم العلوم الاجتماعية المتمثل بأن العرق هو تصنيف اجتماعي للبشر وقائم على مبدأ النمط الظاهري والأصل والعوامل الثقافية. استمر بعض علماء الأنثروبولوجيا باستخدام مصطلح القوقازيون/القوقاز وغيره من المصطلحات المقابلة له مثل النغريون والمغوليون، وذلك على الرغم من قلة استخدامهم باعتبارهم تصنيفًا حيويًا في الأنثروبولوجيا الطبية الشرعية (حيث يُستخدمون أحيانًا باعتبارهم وسيلةً لتحديد أصل البقايا البشرية بناءً على تفسيرات القياسات العظمية).
غالبًا ما يُستخدم مصطلح القوقاز -سواء باللهجة العامية أو من قبل مكتب الإحصاء الأمريكي- باعتباره مرادفًا لمصطلح العرق الأبيض في الولايات المتحدة الأمريكية. ينظر علماء الأنثروبولوجيا وغيرهم من العلماء إلى هذا الاستخدام باعتباره خاطئًا، إذ يعتبرونه خلطًا بين تصنيف أنثروبولوجي صحيح (القوقازيون) والبنية الاجتماعية لـ «العرق الأبيض». يُعتبر الخلط بين العرق القوقازي والعرق الأبيض أمرًا مضللًا من الناحية الديموغرافية أيضًا، إذ يُعتبر تصنيف القوقاز في بعض الأحيان شاملًا لمجموعات سكانية مختلفة مثل المجموعات في جنوب آسيا وشمال أفريقيا، وهي مجموعات لا يُمكن اعتبارها منتمية إلى العرق الأبيض من الناحية الاجتماعية.
أظهرت دراسة جينية حديثة نُشرت في «المجلة الأوروبية لعلم الوراثة البشرية» في الطبيعة (2019) أن سكان غرب آسيا والأوروبيين وشمال إفريقيا وجنوب آسيا (مثل الهنود) وبعض سكان آسيا الوسطى وثيقي الصلة ببعضهم البعض. ويمكن تمييزهم عن الأفارقة جنوب الصحراء الكبرى أو سكان شرق آسيا.

## تاريخ المفهوم

### كريستوف مينيرز
أشار مصطلح القوقاز بمعناه الضيق في بادئ الأمر إلى السكان الأصليين في منطقة القوقاز. استخدم الفيلسوف الألماني كريستوف مينيرز مفهوم العرق «القوقازي» لأول مرة بمعناه العرقي الأوسع في كتابه موجز تاريخ البشرية (1785).
اقر مينيرز أن العرق القوقازي يشمل جميع المجموعات السكانية الأصلية القديمة في الشرق الادنى(شعوب ساميه مثل الكنعانيين والفينيق والعرب والعبريين والادوم والاراميين)، والشعوب الأصلية في شمال أفريقيا (البربر والمصريون والحبشيون والجماعات المجاورة لهم)، بالإضافة إلى الهنود والغوانش القدماء وايضا السكان الجدد في أوروبا.

### يوهان فريدريش بلومنباخ
كان يوهان فريدريش بلومنباخ استاذًا ألمانيًا في الطب وعضوًا في الجمعية الملكية البريطانية، واعتُبر أحد مؤسسي الأنثروبولوجيا. أعطى بلومنباخ لمصطلح العرق القوقازي تعريفًا أوسع، وذلك من خلال استناده على النهج الجديدة لقياس القحف وتصنيف لينيوس.
لم ينسب بلومنباخ الفضل لمينيرز في تصنيفه هذا، وذلك على الرغم من أن جميع مبرراته تشير جليًا إلى منظور مينيرز الجمالي بشأن الأصول القوقازية.
كان بلومنباخ -على النقيض من مينيرز- مؤمنًا بالأصل الواحد للبشر، أي أنه اعتبر أن جميع البشر يتشاركون أصلًا ونوعًا واحدًا. صنّف كل من بلومنباخ ومينيرز المجموعات القوقازية على أنها أعلى مرتبةً من المجموعات الأخرى، وذلك من ناحية الملكات العقلية وإمكانية تحقيق الإنجازات.
صنف بلومنباخ العرق القوقازي -جنبًا إلى جنب مع عالم الأنثروبولوجيا جورج كوفييه- من خلال القياسات القحفية، وبنية العظام، بالإضافة إلى لون البشرة.
وصف بلومنباخ العرق القوقازي على أنه يضم كل من السكان الأصليين في أوروبا وغرب آسيا وشبه الجزيرة الهندية وشمال أفريقيا، بما في ذلك المناطق جنوبي المغاربة والحبشيين والمجموعات المجاورة لهم.

### كارلتون كون
لم يكن هناك أي إجماع بين مؤيدي هذا المفهوم حول وجود ما يُسمى بـ «العرق القوقازي» من الناحية التي تجعله مختلفًا عن المجموعات العرقية المُقترحة الأخرى، مثل العرق المغولي. ضم كارلتون إس. كون (1939) كل من السكان الأصليين في وسط وشمال أفريقيا -بما في ذلك شعب الآينو- تحت مسمى القوقاز. وعلى الرغم من ذلك، حافظ العديد من العلماء على التصنيفات العرقية للألوان -التي أرستها أعمال مينيرز وبلومنباخ جنبًا إلى جنب مع العديد من الأعمال المبكرة الأخرى في الأنثروبولوجيا- منذ أواخر القرن التاسع عشر وحتى أواخر القرن العشرين، إذ استُخدمت هذه التصنيفات مرارًا وتكرارًا لتبرير الخطط السياسية مثل الفصل والقيود المفروضة على الهجرة وغيرها من الآراء القائمة على التحيز. على سبيل المثال، صنف توماس هنري هكسلي (1870) جميع سكان الدول الآسيوية على أنهم مغوليون، بينما صنف لوثروب ستودارد (1920) معظم سكان الشرق الأوسط وشمال أفريقيا والقرن الأفريقي وآسيا الوسطى وجنوب آسيا على أنهم «ذوي بشرة بنية». اعتبر ستودارد أن الأوروبيون وأحفادهم هم الشعوب الوحيدة التي تُصنف على أنها منتمية إلى «العرق الأبيض»، وأضاف إلى هذه القائمة عدد قليل من السكان في المناطق المجاورة أو المقابلة لأوروبا الجنوبية، بما في ذلك أجزاء من الأناضول وأجزاء من جبال الريف والأطلس.